# Alojz Sokol
Alajos Szokolyi (Slovakisk: Alojz Sokol) (født 19. juni 1871 i Hronec, død 9. september 1932 i Bernecebaráti) var en ungarsk (slovakisk) atlet, som deltog i de første moderne olympiske lege 1896 i Athen. 

## Atletikkarriere
Szokolyi var måske ikke i internationale elite, da han deltog i OL 1896, men konkurrencen var ikke enorm. Han var tilmeldt i fire spring- og to løbekonkurrencer, men stillede ikke til start i hverken højdespring, stangspring eller længdespring. I trespring var han en af blot fire springere, for hvem der er registreret et resultat, og her blev han nummer fire. I 110 meter hækkeløb gik han ikke videre fra indledende heat, mens han i 100 m løb med en andenplads i indledende heat kom i finalen, hvor han sammen med amerikaneren Frank Lane fik en delt tredjeplads efter vinderen, amerikaneren Tom Burke og tyskeren Fritz Hofmann på andenpladsen.
Senere besejrede Szokolyi tyskeren Kurt Doerry i en konkurrence i Prag, og han vandt desuden det allerførste ungarske mesterskab i 100 yards-løb.

## Videre karriere
Han kom senere til at arbejde med den administrative side af sport, blandt andet i sin klub, Magyar Atlétikai Club, og senere igen i det ungarske atletikforbund. Derudover drev han et lille museum og galleri i Šahy i Slovakiet.
Han var en stærk fortaler for sociale reformer i Østrig-Ungarn.
Szokolyi fik åreforkalkning i 1928 og døde af akut myokardieinfarkt i 1932.[kilde mangler]